# 隆成金融
隆成金融集團有限公司，簡稱隆成金融集團，以及隆成金融（英語：Lerado Financial Group Company Limited，港交所：1225），於1988年由黃英源（榮譽主席）創立。總部位於台灣嘉義縣太保市嘉太工業區光復路22號。
主席及行政總裁為麥光耀。前身為「隆成集團（控股）有限公司」。
現時業務於國內和中國經營設計、製造及銷售嬰兒及學前產品，而品牌為「小天使」，同時於香港經營證券和放債業務，股份則在1998年12月18日於港交所主板上市。
2015年11月，隆成金融通過供股計劃，每一股供三股，每股作價0.15港元。
2017年5月15日，David Webb公佈50隻不能沾手的股份名單，其中包括隆成金融。David Webb曾是隆成股東之一，最多曾經持有9%的股權。
2017年6月5日，香港證監會要求隆成金融在6月6日上午9時停牌，但隆成金融在6月6日開市後5秒才停牌，錄得12.62萬港元成交。
2017年12月8日，廉政公署與香港證監會對康宏金融集團涉嫌貪污展開聯合調查，廉署拘捕曾為康宏行政總裁的隆成金融主席麥光耀。

## 貝格隆証券
2015年7月，隆成金融收購炎昌証券投資有限公司。其後，炎昌証券投資有限公司易名為貝格隆証券有限公司。
2017年6月27日，多隻由貝格隆証券有份持倉的細價股股價大幅下跌，其中19隻股份下跌超過三成，其中中國集成控股股價大跌94.3%，市值蒸發198億港元。

## 連結
- Lerado.com （页面存档备份，存于）